# ノーフォークマツ
ノーフォークマツ（ノーフォーク松、学名：Araucaria heterophylla）は、ナンヨウスギ科の針葉樹。和名はコバノナンヨウスギ（小葉南洋杉）、シマナンヨウスギ（島南洋杉）。パインツリーとも呼ばれる。名前に「マツ」と付くがマツ科ではない。

## 特徴
南太平洋に浮かぶ孤島、オーストラリア領ノーフォーク島が原産。
ナンヨウスギ属最大種で、樹木の高さは60メートル (m) に達し、樹皮は平滑で灰白の色をしている。葉は、年々5、6枝を輪生する。幼木の葉は、針状で長さは1 mほどあり、明緑色で光沢があり反巻している。果は長卵形である。
均整がとれた円錐形の美しい樹形となることから、世界中の越冬できるところでは造園樹や街路樹として植栽されたり、幼木は室内の観葉植物に利用されている。材は建築や造船などで利用されている。ノーフォーク島が原産だが、オーストラリアにもあり、ハワイ諸島のラナイ島などにも移植されている。ノーフォーク島の領旗にはこのノーフォークマツが描かれている。

## 栽培
温暖で日当たりのよい場所を好む性質があり、日光不足にもよく耐えるが、日射量が少ないと樹形が乱れてくるので、年間を通じてできるだけ直射日光の当たるところで管理される。栽培適温は15℃から30℃の範囲で、寒さには強く、冬場でも温暖地で乾燥気味の土地であれば戸外に植え付けることができ、0℃から5℃付近で越冬できる。春から初秋は生長期で用土は水を必要とし、越冬期は用土の水は控えることが大事になるが、用土が乾きすぎると葉先が枯れてきてしまうことがある。施肥、植替、繁殖期は初夏から晩夏にかけての生長期中に行われ、繁殖方法は主軸枝を用いて挿し木で行われる。挿し穂に側枝を用いてしまうと、縦に伸長しないで横に伸びるばかりになる。幼木は多肥であったり、鉢を数年ごとではなく毎年植え替えを行うとすぐに大きくなってしまうことから、生長を抑制するために年1度ほど緩効性肥料を与え、植え替えは2 - 3年に1度の頻度で行われる。病害虫にカイガラムシがつくときがある。